# صافي الماء (القريشية)

تعديل مصدري - تعديل

صافي الماء هي إحدى قرى عزلة قيفه آل محن يزيد بمديرية القريشية التابعة لمحافظة البيضاء، بلغ تعداد سكانها 492 نسمة حسب تعداد اليمن لعام 2004.